# Shirazeh Houshiary
Shirazeh Houshiary   (Siraz, 15 de gener de 1955) és una artista i escultora d'instal·lacions iraniana que viu i treballa a Londres. Ha creat instal·lacions per a ciutats com Nova York, Tòquio o Londres.

## Biografia

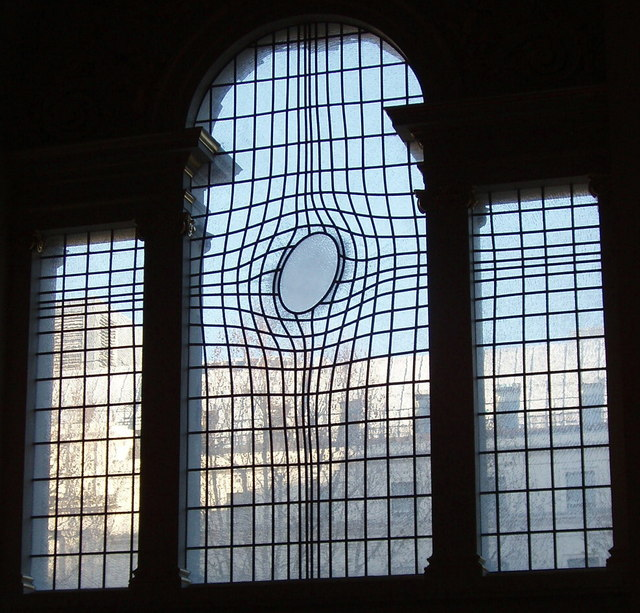
La finestra de l'est de St Martin

Shirazeh Houshiary va deixar el seu país natal, l'Iran, el 1973. Entre 1976 i 1979 va formar-se a la Chelsea School of Art de Londres i posteriorment va ser becària del Cardiff College of Art (1979–1980). Des d'aquell moment, viu i treballa a Londres.

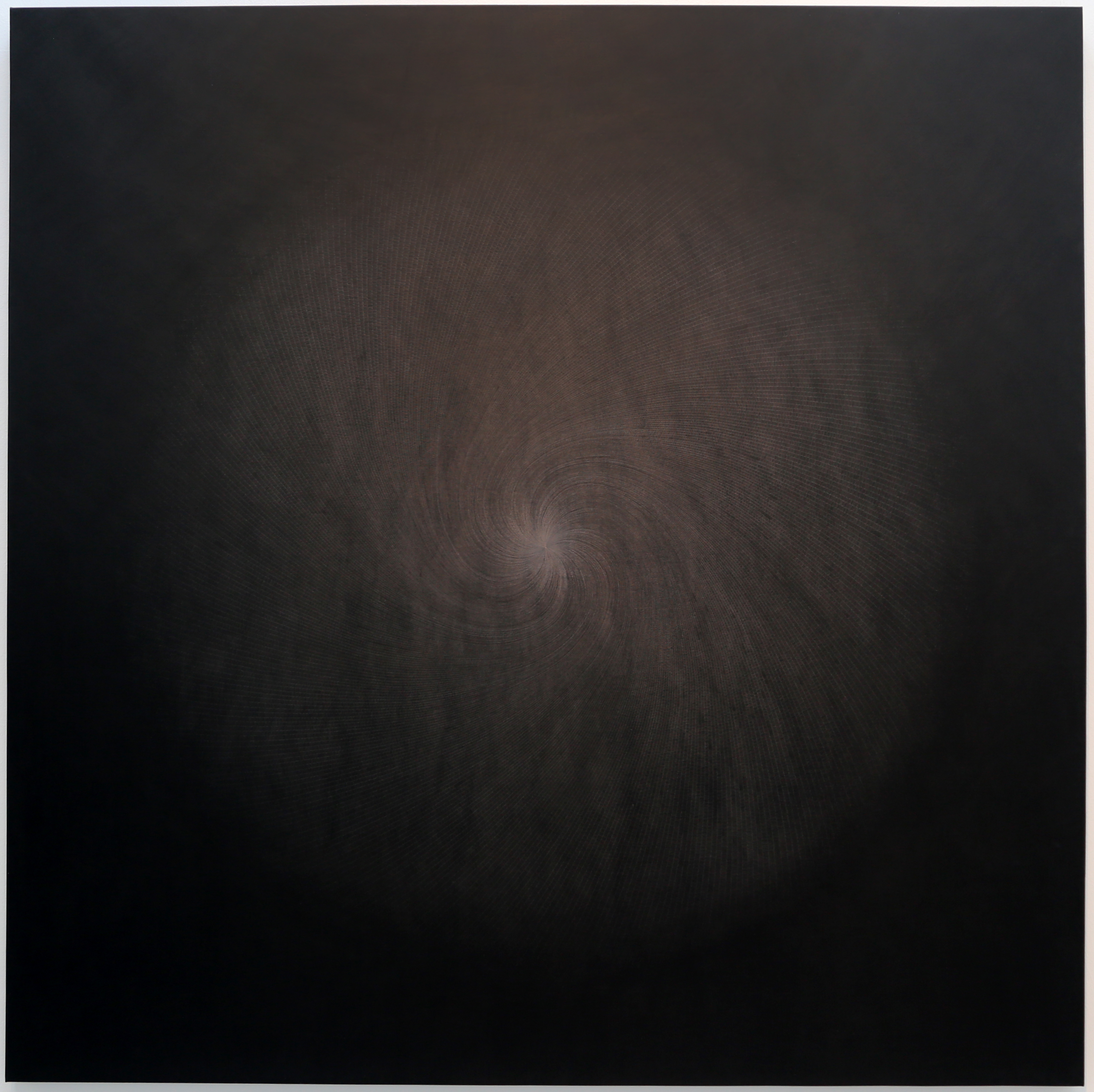
Breath (Respiració), 1997

Es va donar a conèixer com a escultora als anys vuitanta i es va identificar amb altres joves escultors de la seva generació com Richard Deacon i Anish Kapoor, malgrat que la seva obra era diferent de la dels seus companys per la forta influència persa que presentava, tot i que compartia amb Kapoor una preocupació espiritual. La seva ideologia parteix de la doctrina mística sufí i de Jalal ad-Din Muhammad Rumi, místic i poeta persa del segle xiii.
El 2005 Creative Time va encarregar a Houshiary i l'arquitecte Pip Horne la sèrie Creative Time Art on the Plaza, en la qual es va exposar la monumental torre Breath a la ciutat de Nova York. Així, s'iniciava una col·laboració de més de deu anys dels dos artistes que els va portar l'any següent a instal·lar al centre de Tòquio l'obra Bloom, una torre de sis metres d'alçada. El 2008, l'església St Martin-in-the-Fields de Londres va donar a conèixer l'encàrrec a Shirazeh Houshiary i Pip Horne de la finestra de l'est. Amb un disseny minimalista, és una de les seves creacions més conegudes que, alhora, es considera una de les peces d'art religiós més significatives de Londres de les darreres dècades. La finestra de Houshiari mostra una creu distorsionada, com es veuria a l'aigua, amb la qual l'artista desafia les concepcions binàries de la societat sobre l'art religiós "connectant-se de nou a la seva essència".
El 2005 (Veil) i el 2008 (Shroud), Houshiary va treballar amb l'animador Mark Hatchard dels estudis Hotbox per crear animacions per ordinador per a instal·lacions a les galeries Lehmann Maupin de Nova York i Lisson de Londres. La seva obra també es va incloure a l'exposició Without Boundary: Seventeen Ways of Looking de Feri Daftari que es va presentar al Museu d'Art Modern el 2006 i la 17a Biennal de Sidney el 2010.
Destaca igualment per les seves instal·lacions multimèdia com Breath, un esdeveniment col·lateral que va presentar a la 55a Biennal de Venècia (2013). D'altra banda, ha completat diversos encàrrecs específics per a la indústria de la moda per a figures destacades com Jimmy Choo o Victoria Beckham.
La seva pràctica artística, a més de l'escultura, inclou pintura, instal·lació, projectes arquitectònics i cinema. En lloc de centrar-se en el mitjà, la seva obra es basa en la idea i sovint es caracteritza per referències a vels, membranes i boires, basant-se en la ciència contemporània i el Cosmos.
Nominada al premi Turner de 1994, l'obra de Houshiary forma part de nombroses col·leccions públiques i privades, com el Museu d'Art Modern de Nova York, el Museu Guggenheim de Nova York, la col·lecció del British Council de Londres, el Museu d'Art Contemporani de Prato o la Tate de Londres.

## Exposicions

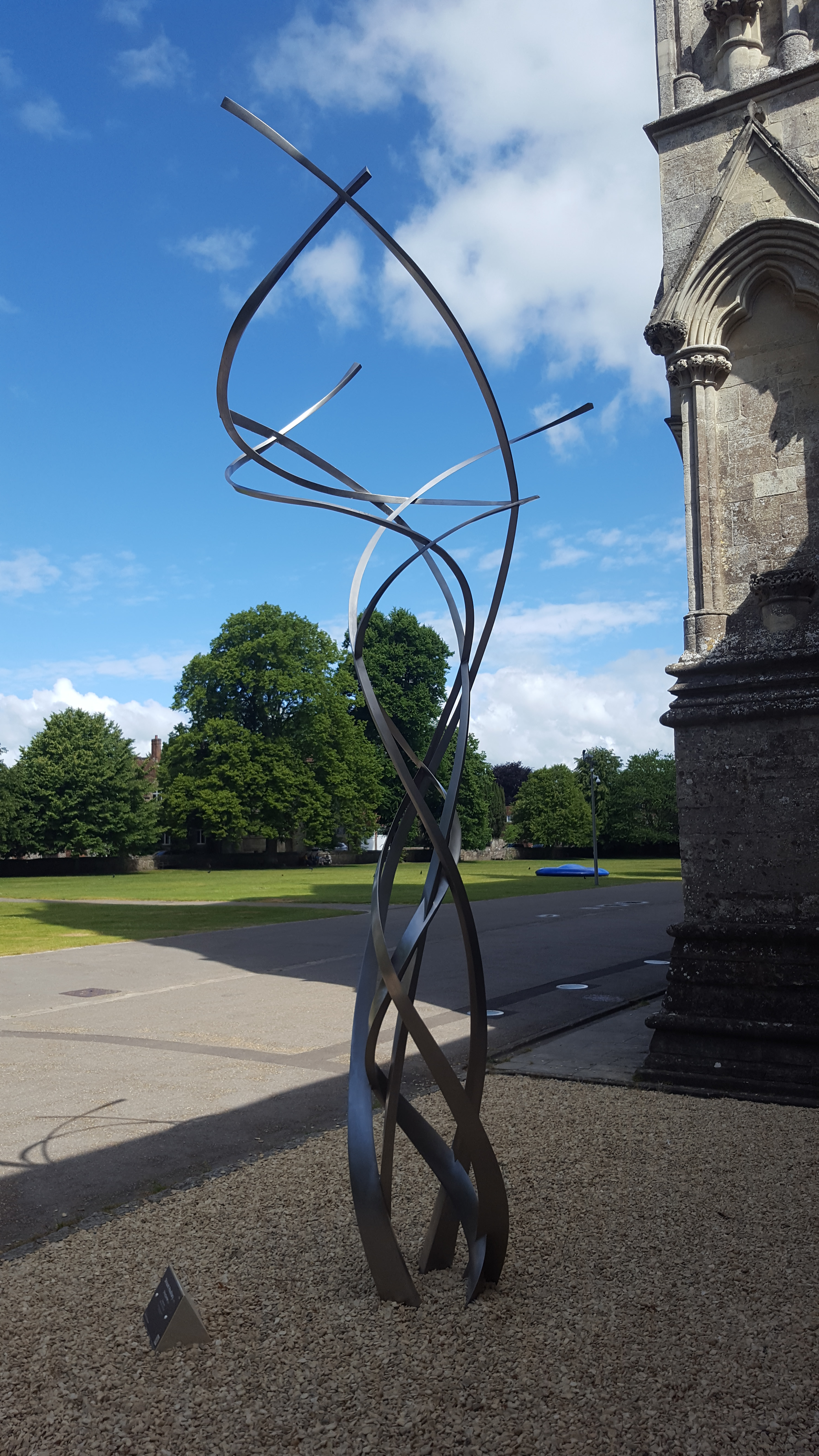
String Quintet (Quintet de corda), 2011. Acer inoxidable fos. Claustre de la Catedral de Salisbury.

### Exposicions individuals
- 1984. Shirazeh Houshiary, Lisson Gallery, Londres.[10]
- 1988. Shirazeh Houshiary, Museu d'Art Modern d'Oxford i Centre d'Art Contemporain, Ginebra.
- 1988. Dancing Around My Ghost, Camden Arts Centre, Londres.
- 1993. Turning Around the Centre, University Gallery, Universitat de Massachusetts, Amherst.
- 1994. Conversation with Shirazeh Houshiary and Stella Santacatterina, publicació amb motiu d'una exposició celebrada a la Lisson Gallery de Londres (reeditada a partir de Third Text, núm. 27).
- 1995. Isthmus: Shirazeh Houshiary, Magasin-Centre National d'Art Contemporain de Grenoble, British Council de Londres.
- 2000. Shirazeh Houshiary, Tate Gallery, Londres.[3]
- 2008. Shirazeh Houshiary: Recent Works, Lisson Gallery, Londres.[3]
- 2010. Shirazeh Houshiary: Recent Works, Lehmann Maupin Gallery, Nova York.[3]
- 2015. Through Mist, Lehmann Maupin, Hong Kong.[11]
- 2015. Shirazeh Houshiary: Smell of First Snow, Lisson Gallery, Londres.[9]
- 2016. The River is Within Us, Singapore Tyler Print Institute, Singapur.[8]

### Exposicions col·lectives
- 1983. New Art at the Tate Gallery, Tate Gallery, Londres.[10]
- 1983. The Sculpture Show, Galeries Hayward i Serpentine, Londres.
- 1984. The British Art Show, exposició itinerant de l'Art Council.
- 1985. The British Art Show, Galeria d'Art de Nova Gal·les del Sud, Sydney.
- 1987. Skulptur Projekte 87, Westfälisches Landesmuseum für kunst and Kulturgeschichte Münster, Münster.[3]
- 1989. Magiciens de la Terre, Centre Georges Pompidou, París.
- 1993. In Site: New British Sculpture, Museet for Samtidskunst, Oslo.
- 1993. Recent British Sculpture, Museu de la Ciutat i Galeria d'Art, Derby.
- 1994. El Premi de Torner, Tate Gallery, Londres.
- 1994. Sculptors' Drawings Presented by the Weltkunst Foundation.
- 1995. Contemporary British Art in Print, Scottish National Gallery, Edimburg.
- 1996. Negotiating Rapture, Museu d'Art Contemporani de Chicago.[3]
- 1998. Contemporary Survey, Museu d'Art Contemporani de Los Angeles.[3]
- 2002. A Century of Innocence, Rooseum Center for Contemporary Art, Malmö.[3]
- 2004. Turning points 20th Century British Sculpture, British Council, Museu d'Art Contemporani de Teheran.[3]
- 2006. Without Boundary: Seventeen Ways of Looking, Museu d'Art Contemporani de Nova York.[3]
- 2010. 17th Biennale of Sydney, Sidney.[3]
- 2014. Sculpture in the City, Londres.[12]
- 2009. Frieze Art Fair, Londres.[13]
- 2014. Genius Loci – Spirit of Place, Palazzo Franchetti, Venècia.[14]
- 2016. Five / Fifty / Five Hundred, Lisson Gallery, Londres.[15]